# Momir Petković
Momir Petković, född den 23 juli 1953 i Subotica, Serbien, är en jugoslavisk brottare som tog OS-guld i mellanviktsbrottning i den grekisk-romerska klassen 1976 i Montréal. 